# Чайников, Юрий Викторович
Юрий Викторович Чайников (род. 1950) — российский переводчик-полонист.

## Биография
Окончил экономический факультет МГУ (1972). Работал и работает по сей день в Институте научной информации по общественным наукам (ИНИОН), а также на радио.

## Литературные труды
Переводил прозу и драматургию Элизы Ожешко, Витольда Гомбровича, Станислава Виткевича, Чеслава Милоша, Тадеуша Ружевича, Константы Галчинского, Славомира Мрожека, Рышарда Капущинского, Януша Леона Вишневского, Войцеха Кучока, Михала Витковского, Адама Видеманна, Сильвии Хутник и др.

## Признание
- Премия журнала «Новый мир» за мастерство художественного перевода (1996).
- Нагрудный знак «За заслуги перед польской культурой» (1999).
- Премия Андрея Белого в номинации «Перевод» (2012).
- Кавалер ордена Заслуг перед Республикой Польша (31 июля 2013 года, Польша)[1].